# Corella japonica
Corella japonica är en sjöpungsart som beskrevs av William Abbott Herdman 1882. Corella japonica ingår i släktet Corella och familjen högermagade sjöpungar. Inga underarter finns listade i Catalogue of Life.